# Calymperidium glaucovirens
Calymperidium glaucovirens là một loài rêu trong họ Calymperaceae. Loài này được Mitt. W. Schultze-Motel mô tả khoa học đầu tiên năm 1974.